# Gabriela Bossis
Gabriela Bossis (ur. 26 lutego 1874 w Nantes we Francji, zm. 9 czerwca 1950) – francuska aktorka, mistyczka, siostra Maria od Serca Jezusowego z III Zakonu św. Franciszka, autorka Lui et moi – On i ja.
Urodziła się jako ostatnia z czworga dzieci zamożnej mieszczańskiej rodziny. W szkole klasztornej w Nantes odznaczała się inteligencją i zdolnościami. W czerwcu 1886 roku przystąpiła do I Komunii Świętej, którą bardzo głęboko przeżyła. Po ukończeniu nauki, wbrew oczekiwaniom przełożonych, nie wstąpiła do klasztoru i wybrała zwyczajne życie rodzinne; jednocześnie rozwijając w sobie głębokie życie wewnętrzne skierowane ku Bogu.
W czasie I wojny światowej przez 4 lata była pielęgniarką, najpierw w szpitalu, a potem na froncie pod Verdun.
W 1923 roku na prośbę proboszcza z Le Fresne-sur-Loire napisała sztukę teatralną Czar, która odniosła wielki sukces, także w sąsiednich parafiach. Bossis nie tylko pisała sztuki, ale także reżyserowała i grała w nich główne role. Jest autorką wielu innych utworów, w których dowcipna i wesoła treść łączy się z moralno-religijnym podkładem. Wkrótce stała się sławna i ze swoimi sztukami objechała nie tylko całą Francję, ale i inne kraje Europy, północnej Afryki, Ameryki Płn. i Kanady.
W wieku 62 lat, w sierpniu 1936 roku na statku Ile de France usłyszała po raz pierwszy tajemniczy głos wewnętrzny, który od tej chwili towarzyszył jej aż do śmierci. Słowa, które przyjmowane są przez nią jako pochodzące od Zbawiciela Jezusa Chrystusa, notowała i w ciągu 13 lat zapisała 10 zeszytów. W 1944 roku przedstawia swoje notatki biskupowi Villepeletowi a cztery lata później w 1948 roku wydała anonimowo pierwszy tomik z wyborem swoich zapisków, który spotkał się z entuzjastycznym przyjęciem we Francji, gdzie do 1967 roku ukazało się 50 wydań Lui et moi. Wydane zostały z kościelnym Imprimatur i Nihil obstat, potwierdzającymi, że treści w nich zawarte nie są sprzeczne z doktryną Kościoła katolickiego w kwestii wiary czy moralności.
Umarła 9 czerwca 1950 roku, w nocy po czwartku Bożego Ciała.